# 1. Fußball-Club Köln 01/07 2001-2002
Questa voce raccoglie le informazioni riguardanti il 1. Fußball-Club Köln 01/07 nelle competizioni ufficiali della stagione 2001-2002.

## Stagione
Nella stagione 2001-2002 il Colonia, allenato da Ewald Lienen, Christoph John e Friedhelm Funkel, concluse il campionato di Bundesliga al 17º posto e retrocesse in 2. Bundesliga. In Coppa di Germania il Colonia fu eliminato in semifinale dal Bayer Leverkusen.

## Rosa
| N. |                     | Ruolo | Calciatore         |
| -- | ------------------- | ----- | ------------------ |
| 1  | Germania (bandiera) | P     | Markus Pröll       |
| 2  | Germania (bandiera) | D     | Carsten Cullmann   |
| 3  | Germania (bandiera) | D     | Alexander Voigt    |
| 4  | Zambia (bandiera)   | D     | Moses Sichone      |
| 5  | Slovenia (bandiera) | D     | Spasoje Bulajič    |
| 6  | Zambia (bandiera)   | C     | Andrew Sinkala     |
| 7  | Germania (bandiera) | C     | Jörg Reeb          |
| 8  | Germania (bandiera) | A     | Matthias Scherz    |
| 10 | Germania (bandiera) | C     | Markus Kreuz       |
| 11 | Georgia (bandiera)  | A     | Archil Arveladze   |
| 12 | Germania (bandiera) | D     | Jens Keller        |
| 13 | Germania (bandiera) | D     | Janosch Dziwior    |
| 14 | Germania (bandiera) | C     | Hanno Balitsch     |
| 15 | Germania (bandiera) | C     | Christian Springer |
| 16 | Germania (bandiera) | P     | Alexander Bade     |

| N. |                         | Ruolo | Calciatore          |
| -- | ----------------------- | ----- | ------------------- |
| 17 | Germania (bandiera)     | A     | Marco Reich         |
| 18 | Germania (bandiera)     | A     | Markus Kurth        |
| 19 | Svizzera (bandiera)     | D     | Marc Zellweger      |
| 20 | Germania (bandiera)     | D     | Thomas Cichon       |
| 23 | Germania (bandiera)     | A     | Christian Timm      |
| 24 | Rep. Ceca (bandiera)    | C     | Miroslav Baránek    |
| 25 | Camerun (bandiera)      | D     | Rigobert Song       |
| 26 | Argentina (bandiera)    | D     | Christian Dollberg  |
| 27 | Burkina Faso (bandiera) | C     | Alassane Ouédraogo  |
| 29 | Italia (bandiera)       | C     | Giovanni Federico   |
| 30 | Germania (bandiera)     | C     | Dirk Lottner        |
| 32 | Russia (bandiera)       | P     | Vjatcheslav Sokolov |
| 33 | Francia (bandiera)      | A     | Lilian Laslandes    |
| 37 | Grecia (bandiera)       | C     | Evangelos Nessos    |

## Organigramma societario
Area tecnica
- Allenatore: Friedhelm Funkel
- Allenatore in seconda: Ján Kocian
- Preparatore dei portieri: Rolf Herings
- Preparatori atletici:

## Calciomercato

### Sessione estiva
| Acquisti | Acquisti           | Acquisti         | Acquisti |
| R.       | Nome               | da               | Modalità |
| -------- | ------------------ | ---------------- | -------- |
| D        | Marc Zellweger     | San Gallo        |          |
| D        | Rigobert Song      | West Ham Utd     |          |
| C        | Hanno Balitsch     | Waldhof Mannheim |          |
| D        | Christian Dollberg | Def. de Belgrano |          |
| C        | Jörg Reeb          | Bayer Leverkusen |          |
| A        | Marco Reich        | Kaiserslautern   |          |

| Cessioni | Cessioni             | Cessioni             | Cessioni |
| R.       | Nome                 | da                   | Modalità |
| -------- | -------------------- | -------------------- | -------- |
| A        | Darko Pivaljević     | Charleroi            |          |
| C        | Markus Dworrak       | Greuther Fürth       |          |
| C        | Marcel Gebhardt      | Wormatia Worms       |          |
| C        | Ivica Grlić          | Alemannia Aquisgrana |          |
| C        | Ralf Hauptmann       | Chemnitz             |          |
| C        | Claus-Dieter Wollitz | TuS Lingen           |          |

### Sessione invernale
| Acquisti | Acquisti         | Acquisti   | Acquisti |
| R.       | Nome             | da         | Modalità |
| -------- | ---------------- | ---------- | -------- |
| A        | Lilian Laslandes | Sunderland |          |

| Cessioni | Cessioni      | Cessioni        | Cessioni |
| R.       | Nome          | da              | Modalità |
| -------- | ------------- | --------------- | -------- |
| A        | Georgi Donkov | Xamax Neuchâtel |          |

## Risultati

### Bundesliga

#### Girone di andata
| Stoccarda 28 luglio 2001, ore 15:30 CEST 1ª giornata | Stoccarda | 0 – 0 referto | Colonia | Gottlieb-Daimler-Stadion (32 000 spett.)\| Arbitro: \| Merk \| |
| Arbitro:                                             | Merk      |               |         |                                                                |

| Arbitro: | Berg |

|                |           |  |
| Kurth 47’, 88’ | Marcatori |  |

| Arbitro: | Kemmling |

|                  |           |              |
| Lokvenc 27’, 37’ | Marcatori | 47’ Springer |

| Arbitro: | Wagner |

|  |           |                             |
|  | Marcatori | 47’ Korzynietz 90’ van Lent |

| Arbitro: | Fandel |

|                  |           |                     |
| Lottner 67’, 90’ | Marcatori | 21’ (aut.) Cullmann |

| Arbitro: | Meyer |

|            |           |             |
| Ailton 68’ | Marcatori | 15’ Lottner |

| Arbitro: | Steinborn |

|             |           |                     |
| Baránek 24’ | Marcatori | 15’ Nikl 28’ Sanneh |

| Arbitro: | Krug |

|                                           |           |  |
| Deisler 27’ (rig.) Paraíba 49’ Preetz 85’ | Marcatori |  |

| Arbitro: | Albrecht |

|  |           |                                           |
|  | Marcatori | 2’, 50’ (rig.) Petrov 7’ Ponte 61’ Karhan |

| Arbitro: | Strampe |

|                                   |           |  |
| Radwan 60’ Beierle 62’ Wibrån 73’ | Marcatori |  |

| Arbitro: | Fröhlich |

|  |           |                  |
|  | Marcatori | 27’, 70’ Pizarro |

| Arbitro: | Wagner |

|                                 |           |             |
| Sand 45’ Möller 54’ Asamoah 80’ | Marcatori | 37’ Sinkala |

| Arbitro: | Kemmling |

|           |           |                          |
| Kurth 57’ | Marcatori | 63’ Kirsten 72’ Neuville |

| Arbitro: | Merk |

|           |           |                           |
| Gibbs 88’ | Marcatori | 28’ Sinkala 31’ Zellweger |

| Arbitro: | Fandel |

|  |           |                                 |
|  | Marcatori | 17’ (rig.) Amoroso 42’ Ewerthon |

| Friburgo in Brisgovia 9 dicembre 2001, ore 17:30 CET 16ª giornata | Friburgo | 0 – 0 referto | Colonia | Dreisamstadion (25 000 spett.)\| Arbitro: \| Wack \| |
| Arbitro:                                                          | Wack     |               |         |                                                      |

| Colonia 15 dicembre 2001, ore 15:30 CET 17ª giornata | Colonia | 0 – 0 referto | Energie Cottbus | Müngersdorfer Stadion (29 000 spett.)\| Arbitro: \| Krug \| |
| Arbitro:                                             | Krug    |               |                 |                                                             |

#### Girone di ritorno
| Colonia 19 dicembre 2001, ore 20:00 CET 18ª giornata | Colonia   | 0 – 0 referto | Stoccarda | Müngersdorfer Stadion (28 000 spett.)\| Arbitro: \| Fleischer \| |
| Arbitro:                                             | Fleischer |               |           |                                                                  |

| Arbitro: | Strampe |

|                            |           |  |
| Max 56’ Týce 61’ Šuker 80’ | Marcatori |  |

| Arbitro: | Gagelmann |

|  |           |           |
|  | Marcatori | 57’ Klose |

| Arbitro: | Fröhlich |

|                                         |           |  |
| Münch 51’ (rig.) van Lent 54’, 60’, 68’ | Marcatori |  |

| Arbitro: | Meyer |

|                                                     |           |  |
| Fukal 34’ Sichone 63’ (aut.) Barbarez 67’ Romeo 83’ | Marcatori |  |

| Colonia 17 febbraio 2002, ore 17:30 CET 23ª giornata | Colonia | 0 – 0 referto | Werder Brema | Müngersdorfer Stadion (26 000 spett.)\| Arbitro: \| Koop \| |
| Arbitro:                                             | Koop    |               |              |                                                             |

| Arbitro: | Berg |

|               |           |  |
| Cacau 2’, 71’ | Marcatori |  |

| Arbitro: | Albrecht |

|            |           |              |
| Cichon 75’ | Marcatori | 12’ Beinlich |

| Arbitro: | Sippel |

|                                                |           |           |
| Klimowicz 4’, 18’ Rau 7’ Petrov 62’ Karhan 77’ | Marcatori | 45’ Kreuz |

| Arbitro: | Krug |

|                                               |           |                   |
| Lottner 46’ Kurth 51’ Springer 76’ Scherz 90’ | Marcatori | 6’, 32’ Arvidsson |

| Arbitro: | Gagelmann |

|                                        |           |  |
| Élber 64’, 88’ Salihamidžić 83’ (rig.) | Marcatori |  |

| Arbitro: | Strampe |

|             |           |          |
| Lottner 60’ | Marcatori | 40’ Sand |

| Arbitro: | Fandel |

|                           |           |  |
| Butt 13’ (rig.) Lúcio 25’ | Marcatori |  |

| Arbitro: | Stark |

|                       |           |             |
| Lottner 7’ Scherz 90’ | Marcatori | 46’ İnceman |

| Arbitro: | Fleischer |

|                                |           |             |
| Rosický 21’ Amoroso 89’ (rig.) | Marcatori | 56’ Lottner |

| Arbitro: | Krug |

|                         |           |  |
| Cullmann 26’ Scherz 86’ | Marcatori |  |

| Arbitro: | Albrecht |

|                             |           |                            |
| Topić 81’ Reichenberger 87’ | Marcatori | 35’ Kurth 57’, 63’ Lottner |

### Coppa di Germania
| Arbitro: | Minskowski |

|                      |           |                                          |
| Fröhlich 7’ Krieg 8’ | Marcatori | 9’, 66’, 75’ Scherz 19’ Donkov 42’ Kreuz |

| Arbitro: | Fleischer |

|              |           |                    |
| Zernicke 60’ | Marcatori | 5’ Kurth 29’ Reich |

| Arbitro: | Kircher |

|                                 |                      |                                      |
| Rodriguez 72’                   | Marcatori            | 62’ Kurth                            |
| Schmugge Maaß Rodriguez Émerson | Tiri di rigore 3 – 5 | Keller Baránek Lottner Donkov Cichon |

| Arbitro: | Albrecht |

|          |           |                            |
| Goor 47’ | Marcatori | 85’ Zellweger 105’ Lottner |

| Arbitro: | Merk |

|                                                   |           |          |
| Zellweger 60’ (aut.) Živković 100’ Schneider 114’ | Marcatori | 90’ Song |

## Statistiche

### Statistiche di squadra
| Competizione      | Punti | In casa | In casa | In casa | In casa | In casa | In casa | In trasferta | In trasferta | In trasferta | In trasferta | In trasferta | In trasferta | Totale | Totale | Totale | Totale | Totale | Totale | DR  |
| Competizione      | Punti | G       | V       | N       | P       | Gf      | Gs      | G            | V            | N            | P            | Gf           | Gs           | G      | V      | N      | P      | Gf     | Gs     | DR  |
| ----------------- | ----- | ------- | ------- | ------- | ------- | ------- | ------- | ------------ | ------------ | ------------ | ------------ | ------------ | ------------ | ------ | ------ | ------ | ------ | ------ | ------ | --- |
| Bundesliga        | 29    | 17      | 5       | 5       | 7       | 16      | 21      | 17           | 2            | 3            | 12           | 10           | 40           | 34     | 7      | 8      | 19     | 26     | 61     | -35 |
| Coppa di Germania | -     | 0       | 0       | 0       | 0       | 0       | 0       | 5            | 3            | 1            | 1            | 11           | 8            | 5      | 3      | 1      | 1      | 11     | 8      | +3  |
| Totale            | 29    | 17      | 5       | 5       | 7       | 16      | 21      | 22           | 5            | 4            | 13           | 21           | 48           | 39     | 10     | 9      | 20     | 37     | 69     | -32 |

### Andamento in campionato
| Giornata  | 1 | 2 | 3 | 4  | 5 | 6  | 7  | 8  | 9  | 10 | 11 | 12 | 13 | 14 | 15 | 16 | 17 | 18 | 19 | 20 | 21 | 22 | 23 | 24 | 25 | 26 | 27 | 28 | 29 | 30 | 31 | 32 | 33 | 34 |
| --------- | - | - | - | -- | - | -- | -- | -- | -- | -- | -- | -- | -- | -- | -- | -- | -- | -- | -- | -- | -- | -- | -- | -- | -- | -- | -- | -- | -- | -- | -- | -- | -- | -- |
| Luogo     | T | C | T | C  | C | T  | C  | T  | C  | T  | C  | T  | C  | T  | C  | T  | C  | C  | T  | C  | T  | T  | C  | T  | C  | T  | C  | T  | C  | T  | C  | T  | C  | T  |
| Risultato | N | V | P | P  | V | N  | P  | P  | P  | P  | P  | P  | P  | V  | P  | N  | N  | N  | P  | P  | P  | P  | N  | P  | N  | P  | V  | P  | N  | P  | V  | P  | V  | V  |
| Posizione | 8 | 4 | 6 | 12 | 8 | 10 | 12 | 13 | 15 | 16 | 16 | 16 | 17 | 17 | 16 | 16 | 16 | 15 | 16 | 17 | 18 | 18 | 18 | 18 | 18 | 18 | 18 | 18 | 18 | 18 | 17 | 17 | 17 | 17 |

Legenda:

Luogo: C = Casa; T = Trasferta. Risultato: V = Vittoria; N = Pareggio; P = Sconfitta.

### Statistiche dei giocatori
| Giocatore     | Bundesliga | Bundesliga | Bundesliga  | Bundesliga | Coppa di Germania | Coppa di Germania | Coppa di Germania | Coppa di Germania | Totale   | Totale | Totale      | Totale     |
| Giocatore     | Presenze   | Reti       | Ammonizioni | Espulsioni | Presenze          | Reti              | Ammonizioni       | Espulsioni        | Presenze | Reti   | Ammonizioni | Espulsioni |
| ------------- | ---------- | ---------- | ----------- | ---------- | ----------------- | ----------------- | ----------------- | ----------------- | -------- | ------ | ----------- | ---------- |
| A. Arveladze  | 3          | 0          | 0           | 0          | 0                 | 0                 | 0                 | 0                 | 3        | 0      | 0           | 0          |
| A. Bade       | 10         | 0          | 0           | 0          | 1                 | 0                 | 0                 | 0                 | 11       | 0      | 0           | 0          |
| H. Balitsch   | 24         | 0          | 1           | 0          | 3                 | 0                 | 1                 | 0                 | 27       | 0      | 2           | 0          |
| M. Baránek    | 21         | 1          | 5           | 0          | 3                 | 0                 | 0                 | 0                 | 24       | 1      | 5           | 0          |
| S. Bulajič    | 2          | 0          | 1           | 0          | 0                 | 0                 | 0                 | 0                 | 2        | 0      | 1           | 0          |
| T. Cichon     | 26         | 1          | 5           | 0          | 4                 | 0                 | 1                 | 0                 | 30       | 1      | 6           | 0          |
| C. Cullmann   | 28         | 1          | 6           | 0          | 5                 | 0                 | 2                 | 0                 | 33       | 1      | 8           | 0          |
| C. Dollberg   | 0          | 0          | 0           | 0          | 0                 | 0                 | 0                 | 0                 | 0        | 0      | 0           | 0          |
| G. Donkov     | 8          | 0          | 0           | 0          | 3                 | 1                 | 0                 | 1                 | 11       | 1      | 0           | 1          |
| J. Dziwior    | 10         | 0          | 1           | 0          | 4                 | 0                 | 1                 | 0                 | 14       | 0      | 2           | 0          |
| G. Federico   | 0          | 0          | 0           | 0          | 0                 | 0                 | 0                 | 0                 | 0        | 0      | 0           | 0          |
| J. Keller     | 26         | 0          | 6           | 1          | 3                 | 0                 | 1                 | 0                 | 29       | 0      | 7           | 1          |
| M. Kreuz      | 27         | 1          | 1           | 0          | 4                 | 1                 | 0                 | 0                 | 31       | 2      | 1           | 0          |
| M. Kurth      | 30         | 5          | 2           | 0          | 5                 | 2                 | 1                 | 0                 | 35       | 7      | 3           | 0          |
| L. Laslandes  | 5          | 0          | 1           | 1          | 2                 | 0                 | 0                 | 0                 | 7        | 0      | 1           | 1          |
| D. Lottner    | 27         | 9          | 7           | 0          | 2                 | 1                 | 0                 | 0                 | 29       | 10     | 7           | 0          |
| E. Nessos     | 3          | 0          | 1           | 0          | 0                 | 0                 | 0                 | 0                 | 3        | 0      | 1           | 0          |
| A. Ouédraogo  | 2          | 0          | 0           | 0          | 1                 | 0                 | 0                 | 0                 | 3        | 0      | 0           | 0          |
| D. Pivaljević | 3          | 0          | 0           | 0          | 0                 | 0                 | 0                 | 0                 | 3        | 0      | 0           | 0          |
| M. Pröll      | 24         | 0          | 0           | 0          | 4                 | 0                 | 0                 | 0                 | 28       | 0      | 0           | 0          |
| J. Reeb       | 16         | 0          | 5           | 0          | 1                 | 0                 | 0                 | 0                 | 17       | 0      | 5           | 0          |
| M. Reich      | 24         | 0          | 2           | 0          | 3                 | 1                 | 0                 | 0                 | 27       | 1      | 2           | 0          |
| M. Scherz     | 29         | 3          | 5           | 1          | 5                 | 3                 | 0                 | 0                 | 34       | 6      | 5           | 1          |
| M. Sichone    | 13         | 0          | 4           | 0          | 0                 | 0                 | 0                 | 0                 | 13       | 0      | 4           | 0          |
| A. Sinkala    | 8          | 2          | 2           | 0          | 2                 | 0                 | 1                 | 0                 | 10       | 2      | 3           | 0          |
| V. Sokolov    | 0          | 0          | 0           | 0          | 0                 | 0                 | 0                 | 0                 | 0        | 0      | 0           | 0          |
| R. Song       | 16         | 0          | 5           | 0          | 3                 | 1                 | 0                 | 0                 | 19       | 1      | 5           | 0          |
| C. Springer   | 32         | 2          | 7           | 0          | 3                 | 0                 | 0                 | 0                 | 35       | 2      | 7           | 0          |
| C. Timm       | 10         | 0          | 0           | 0          | 2                 | 0                 | 0                 | 0                 | 12       | 0      | 0           | 0          |
| A. Voigt      | 22         | 0          | 9           | 0          | 3                 | 0                 | 2                 | 0                 | 25       | 0      | 11          | 0          |
| M. Zellweger  | 13         | 1          | 3           | 0          | 4                 | 1                 | 1                 | 0                 | 17       | 2      | 4           | 0          |